# Rheumaptera sideritaria
Rheumaptera sideritaria là một loài bướm đêm trong họ Geometridae.